# Diazometano

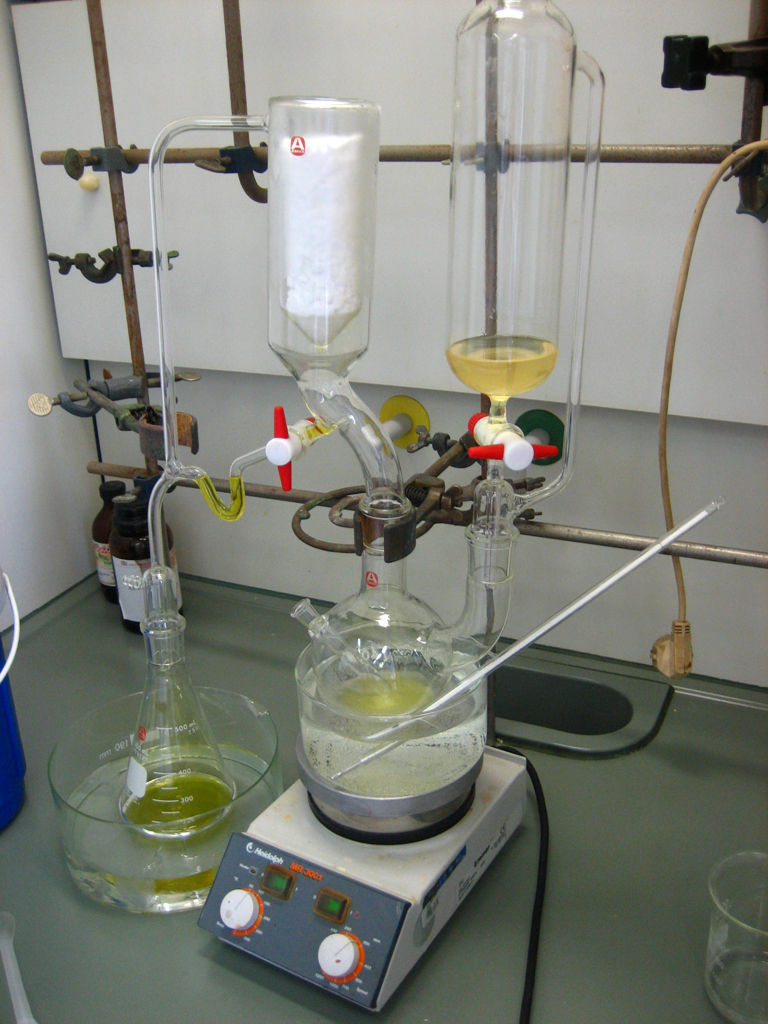
Preparazione del diazometano in laboratorio

Il diazometano è un composto organico, il più semplice dei diazoalcani, con il diazogruppo unito a un metilene, la cui formula molecolare è CH2N2 e quella semistrutturale è rappresentabile come CH2=N+=N−.
Si presenta come gas giallo, infiammabile e facilmente esplosivo, dall'odore di muffa; in acqua si decompone; è solubile in etere, alcool, diossano e benzene. In laboratorio viene preparato e usato in soluzione eterea.
Il diazometano è un reattivo molto versatile in sintesi organica, impiegabile in una varietà di possibili reazioni (vide infra).
È pericoloso in quanto è fortemente tossico per inalazione e cancerogeno (possiede un'elevata capacità di dare luogo a reazioni di alchilazione del DNA, per tanto è inserito nell'elenco delle sostanze cancerogene e cancerogene mutanti (R45 e R46).

## Proprietà e struttura molecolare
Alla formula CH2N2 corrispondono quattro isomeri strutturali termodinamicamente instabili, la cui formazione dagli elementi è cioè endotermica; in ordine di instabilità crescente, il diazometano è il terzo:
- cianammide (NH2−C≡N,   ΔHƒ° = +58,79 kJ/mol)[9]
- carbodiimide (HN=C=NH,   ΔHƒ° = +63,16 kJ/mol,[10] tautomero della cianammide)
- diazometano (CH2=N+=N−,   ΔHƒ° = +215 kJ/mol)[11]
- diazirina (isomero ciclico a 3 termini,   ΔHƒ° = +267,1 kJ/mol)[12]

La molecola del diazometano viene classicamente rappresentata come un ibrido di risonanza fra due principali forme limite:
:CH2−-N+≡N: <--> CH2=N+=N:−
In base a questa risonanza, il legame C−N dovrebbe essere intermedio tra legame singolo e legame doppio e il legame N−N dovrebbe essere intermedio tra doppio e triplo. Inoltre, la presenza di legami π richiede che su C e N ci siano orbitali p puri per formarli; questo può realizzarsi con un'ibridazione sp2 per il carbonio e una sp per entrambi gli atomi di azoto. Sempre in base alla risonanza descritta, dalla presenza nella prima di esse di una coppia solitaria sul carbonio, insieme a una carica formale negativa, si può ragionevolmente dedurre che il carbonio è il sito basico e nucleofilo della molecola; inoltre, ancora dalla prima forma limite, si può vedere la presenza di un ottimo gruppo uscente come la molecola N2, per rottura eterolitica del legame con il carbonio.
Sperimentalmente si trova che la molecola è alquanto polare (μ = 1,50 D); la sua geometria è planare, con lo scheletro CNN lineare: la sua simmetria è C2v.
Da indagini di spettroscopia rotazionale nella regione delle microonde è stato possibile determinare i parametri strutturali della molecola del diazometano, come lunghezze (r) e angoli di legame (∠):
r(C−H) = 107,5 pm; r(C−N) = 130,0 pm; r(N−N) = 113,9 pm;
∠(H-C-H) = 126°; ∠(C-N-N) = 180°.
Il legame C−H risulta leggermente più corto del normale (109 pm); la lunghezza del legame C−N è compresa tra quella del legame doppio presente nella formaldimmina (CH2=NH, 127,3 pm) e quella del legame singolo normale (147pm); la lunghezza del legame N−N è compresa tra i valori normali del triplo (109,8 pm) e del doppio (125 pm).

## Sintesi
Viene sintetizzato a partire dall'N-metil-N-nitroso-p-toluensolfonamide (nota commercialmente come Diazald) per moderato riscaldamento in soluzione basica per idrossido di potassio.

## Reazioni
In chimica viene utilizzato come agente metilante. Tuttavia la sua pericolosità limita molto le sue possibilità di impiego, ad esempio va sempre preparato in situ come soluzione eterea al momento dell'uso e come tale usato, perché lo stoccaggio è rischioso.

### Preparazione di esteri metilici
RCOOH + CH2--N+≡N → RCOOCH3 + N2
È una reazione con rese molto alte, che solitamente si esegue in soluzione eterea; avviene in due stadi:
1. Trasferimento di un protone dal gruppo carbossilico al diazometano:
RCOOH + CH2--N+≡N → RCOO- + CH3-N+≡N
2. Reazione SN2, dove l'anione carbossilato è il nucleofilo e l'azoto molecolare è l'ottimo gruppo uscente:
RCOO- + CH3-N+≡N → RCOOCH3 + N2

### Addizione di carbene agli alcheni
```
CH
2
=CH
2
 + CH
2
-
-N
+
≡N  → CH
2
--CH
2
 
                        \   /
                         CH
2
```

Il diazometano genera, in presenza di luce, il carbene (:CH2), che è un carbene; questo è capace di inserirsi nel doppio legame olefinico formando il ciclo a tre termini.